# Balingsta kvarn

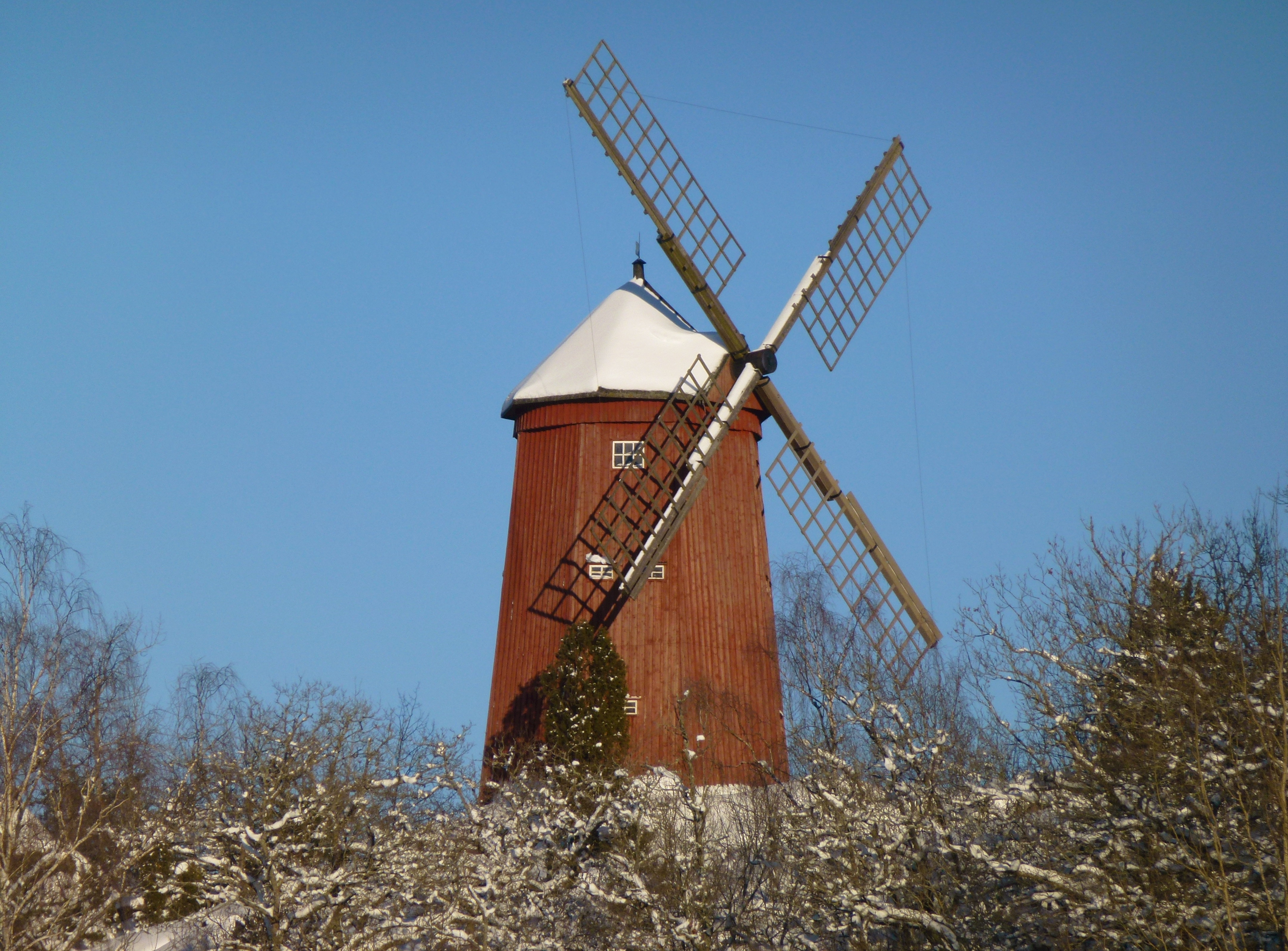
Balingsta kvarn efter reparationen 2013.

Balingsta kvarn är en väderkvarn inom Orlångens naturreservat vid sjön Orlången i närheten av Balingsta gård i Huddinge kommun. Kvarnen är Huddinges enda bevarade äldre kvarn som står ännu kvar i nära nog oförändrat skick sedan den övergavs 1898. Huddinge hembygdsförening anordnar visning för grupper eller skolklasser.

## Historik

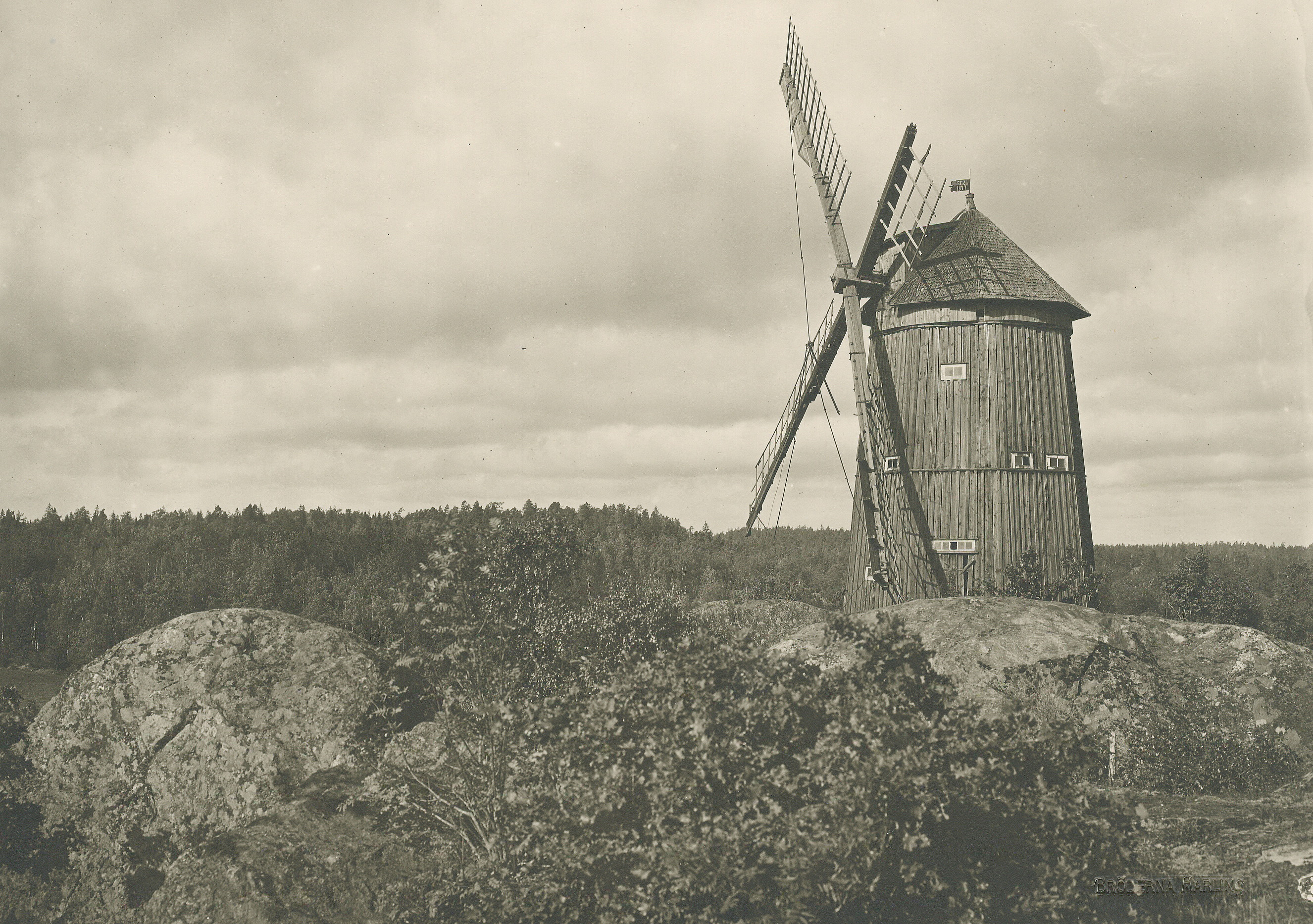
Balingsta kvarn 1905.

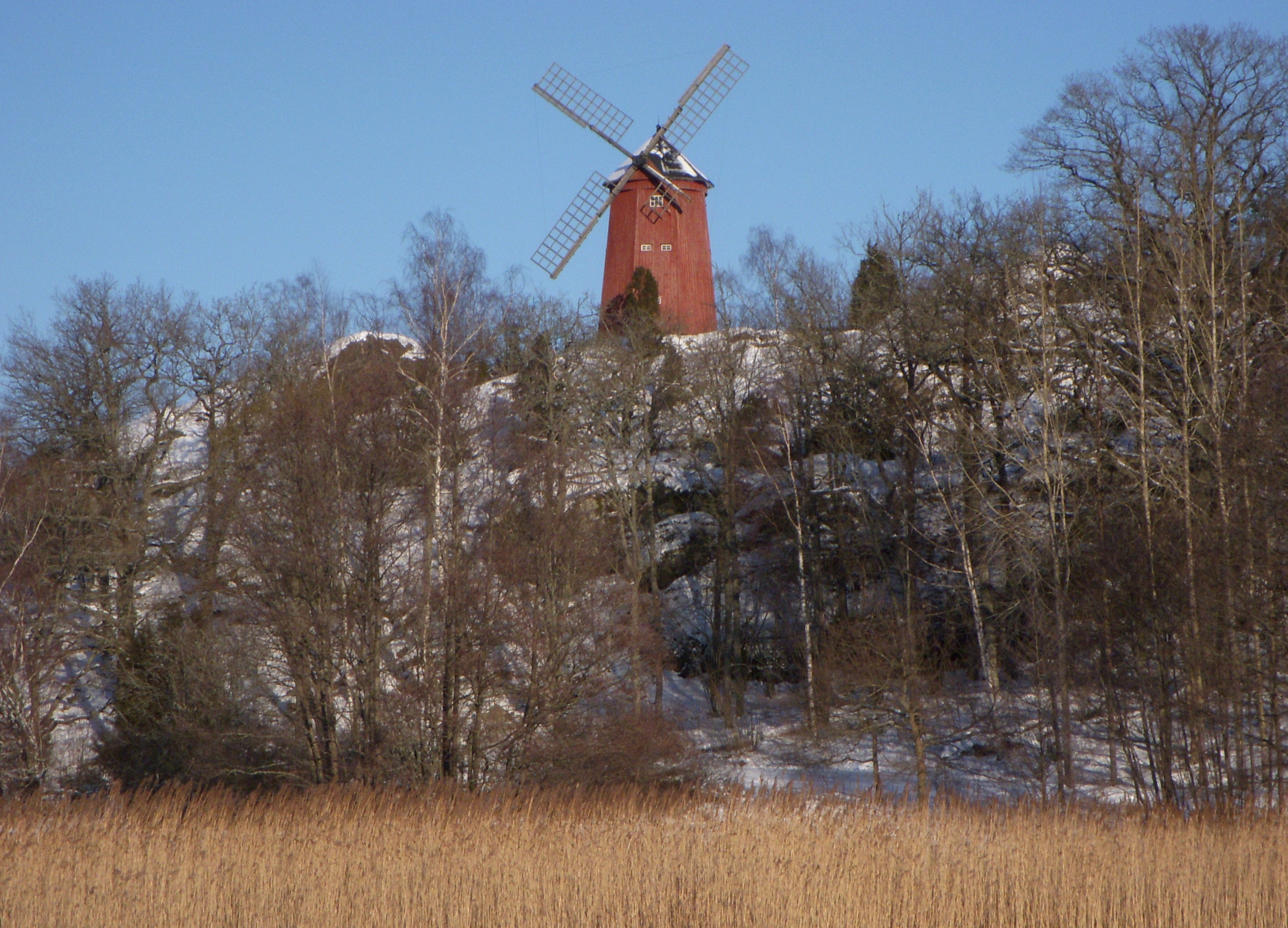
Kvarnen med sönderblåst vinge, 2012.

Balingsta kvarn står på en höjd ovanför Kvarnviken vid norra sidan av sjön Orlången, mittemot Sundby gård. Väderkvarnen har stått på platsen sedan 1877 och användes till 1898 av Balingsta gård. Tidigare fanns kvarnen på gärdet nere vid sjön, men där räckte inte vinden till. På höjden trodde man att kvarnen skulle gå bättre men kastvindarna där gjorde att det blev tvärtom. Tidigare hade gården en vattenkvarn, eller skvaltkvarn som det då kallades. Den drevs av bäcken från Mörtsjön.
Den siste mjölnaren, Per Magnus Storm och hans maka Sofia Constansia Elisabet, född Söderberg, flyttade in 1892.
Kvarnstugan, som förmodligen flyttades med kvarnen 1877, upphörde som bostad i slutet på 1920-talet. Huset brändes 1993 ned av Huddinge kommun.
Balingsta kvarn är en så kallad "holländare", det betyder att man kunde vrida hela överdelen (taket) inklusive vingarna till lämplig vindriktning. Efter 1895 förföll kvarnen och på ett fotografi från 1921 syns den svårt skadad och med trasiga vingar. 
År 1971 restaurerades med bland annat nya vingar. Under en storm 2011 tappade kvarnen en del av en av sina vingar. Under hösten 2012 renoverades den del av vingen som förstördes under stormen. Även hjulen som gör att tornet kan svängas runt renoverades respektive byttes ut. Samtidigt vreds hela kvarnens övre del ca 90 grader motsols.